# کارشناسی ارشد
کارشناسی‌ارشد یا فوق‌لیسانس یا مَستِر (به انگلیسی: master) ، دوره‌ای از آموزش عالی است که پیش‌نیاز ورود به آن، داشتن مدرک کارشناسی است. گذراندن دورهٔ کارشناسی‌ارشد، برحسب رشته، به دو طریق ناپیوسته و پیوسته امکان‌پذیر است. ورود به دانشگاه ، برای ادامه تحصیل در این مقطع در ایران نیازمند شرکت در آزمون کارشناسی‌ارشد است، که هر سال یکبار برگزار می‌شود.
البته دانشجویان استعداد درخشان مقطع کارشناسی، با معدل بالا می‌توانند برای ادامه تحصیل در مقطع کارشناسی‌ارشد در پذیرش بدون کنکور شرکت کنند که در‌صورت صلاح‌دید دانشگاه، بدون آزمون پذیرش پیدا کنند و سپس وارد این مقطع شوند.

## انواع کارشناسی ارشد

### کارشناسی ارشد ناپیوسته
دورهٔ دوساله بعد از کارشناسی است و پذیرش دانشجو برای این دوره از‌طریق آزمون ورودی تحصیلات تکمیلی انجام می‌شود. پذیرفته‌شدگان برحسب رشته با گذراندن ۲۸ تا ۳۲ و ۳۸ واحد درسی که ۴ تا ۱۰ واحد آن به پایان‌نامه اختصاص دارد، به اخذ مدرک کارشناسی‌ارشد ناپیوسته نائل می‌شوند. مدت تحصیل این دوره که دورهٔ تکمیلی غالب رشته‌های آموزش‌عالی محسوب می‌شود، به‌طور معمول دو سال و سقف مدت تحصیل این دوره ۳ سال تعیین شده است.

### کارشناسی‌ارشد پیوسته
دوره‌ای از آموزش عالی است که در رشته‌های خاص به‌اجرا گذاشته می‌شود. پیش‌نیاز ورود به دوره، داشتن دیپلم یا مدرک پیش‌دانشگاهی است و پذیرفته‌شدگان برحسب رشته، با گذراندن حداقل ۱۷۲ و حداکثر ۱۸۲ واحد درسی به اخذ مدرک نائل می‌شوند. مدت تحصیل به‌طور معمول ۶ سال و طول مجاز دوره ۷ سال می‌باشد. پذیرش در رشته‌های تحصیلی با مقطع کارشناسی‌ارشد پیوسته، از طریق آزمون سراسری انجام می‌شود.
کارشناسی ارشد یا فوق‌لیسانس، مقطع تحصیلی پس‌از کارشناسی در دانشگاه‌های ایران است. به دوره‌های کارشناسی ارشد و دکترا به‌صورت کلی تحصیلات تکمیلی می‌گویند. کارشناسی ارشد معادل درجه مسترز (به انگلیسی: Masters) در دانشگاه‌های غربی است.

## مخفف عنوان کارشناسی ارشد
بسته به رشته تحصیلی، یکی از عنوان‌های زیر به فارغ‌التحصیلان کارشناسی ارشد اطلاق می‌گردد:
- کارشناسی ارشد در علوم پزشکی، کشاورزی و علوم پایه (به انگلیسی: Master of Science) یا به‌طور مخفف MSc در بریتانیا و بسیاری از کشورهای همسود آن، یا MS در آمریکا و کانادا
- کارشناسی ارشد در رشته‌های هنر و علوم انسانی (به انگلیسی: Master of Arts) یا به‌طور مخفف MA
- کارشناسی ارشد در رشته‌های مهندسی (بدون پایان‌نامه) (به انگلیسی: Master of Engineering) یا به‌طور مخفف MEng یا ME
- کارشناسی ارشد در مدیریت کسب و کار (به انگلیسی: Master of Business Administration) یا به‌طور مخفف MBA

## طول دوره کارشناسی ارشد
کسب دانشنامه (مدرک) در این مقطع بسته به دانشگاه، برنامه‌ریزی آموزشی و میزان فشردگی آموزش و پژوهش معمولاً نیازمند دو تا سه سال تحصیل پس‌از دوره کارشناسی است. این دوره گاهی پژوهشی (پژوهش محور)، گاهی آموزشی-پژوهشی و گاهی آموزشی ارائه می‌شود.
در پایان دوره‌های پژوهشی یا آموزشی-پژوهشی دانشجو باید با ارائه پایان‌نامه یا تز ایده‌ها و نتایج تحقیقات خود را انتشار دهد و این امر از‌طریق تدوین پروپوزال صورت می‌پذیرد و در واقع بعد از تصویب پروپوزال و تأیید نهایی موضوع، مرحله نگارش پایان‌نامه آغاز می‌شود.

### کتابشناسی
- «فصل دوم»، انتخاب رشته، انتخاب آینده، راهنمای انتخاب رشته آزمون سراسری … تألیف دکتر کورش پرند، غلامرضا یادگارزاده و دکتر ابراهیم خدایی، تهران: مرکز انتشارات سازمان سنجش کشور، مرکز انتشارات سازمان آموزش فنی و حرفه‌ای کشور، ۱۳۹۱، شابک ۹۷۸-۹۶۴-۱۵۳-۱۷۹-۱

}}